# 鑽石港足球俱樂部
鑽石港足球俱樂部是位於西孟加拉邦鑽石港的印度職業足球俱樂部。目前參賽於加爾各答足球聯賽第一級。

## 歷史
全印草根大會的政治家和讚石港議員阿比謝克·班納吉於2022年成立DHF。IFA允許DHFC參加加爾各答足球聯賽第三級別CFL一級聯賽。